# Honjo Ryuta
Honjo Ryuta (sinh ngày 11 tháng 5 năm 1999) là một cầu thủ bóng đá người Nhật Bản.

## Sự nghiệp câu lạc bộ
Honjo Ryuta hiện đang chơi cho Tochigi SC.